# Jugoszlávia az 1976. évi nyári olimpiai játékokon
Jugoszlávia a kanadai Montréalban megrendezett 1976. évi nyári olimpiai játékok egyik részt vevő nemzete volt. Az országot az olimpián 14 sportágban 88 sportoló képviselte, akik összesen 8 érmet szereztek.

## Érmesek
| Érem  | Versenyző | Sportág    | Versenyszám             |
| ----- | --- | ---------- | ----------------------- |
| Arany | Momir Petković | Birkózás   | Kötöttfogás, 82 kg      |
| Arany | Matija Ljubek | Kajak-kenu | Férfi kenu egyes 1000 m |
| Ezüst | Ivica Frgić | Birkózás   | Kötöttfogás, 57 kg      |
| Ezüst | Nemzeti válogatott Krešimir Ćosić Dražen Dalipagić Mirza Delibašić Blagoja Georgijevszki Vinko Jelovac Željko Jerkov Dragan Kićanović Andro Knego Zoran Slavnić Damir Šolman Žarko Varajić Rajko Žižić | Kosárlabda | Férfi                   |
| Ezüst | Tadija Kačar | Ökölvívás  | Nagyváltósúly           |
| Bronz | Slavko Obadov | Cselgáncs  | Férfi középsúly         |
| Bronz | Matija Ljubek | Kajak-kenu | Férfi kenu egyes 500 m  |
| Bronz | Ace Ruszevszki | Ökölvívás  | Könnyűsúly              |

## Atlétika
Férfi
| Versenyző         | Versenyszám     | Előfutam | Előfutam | Előfutam | Negyeddöntő | Negyeddöntő | Negyeddöntő | Elődöntő | Elődöntő | Elődöntő | Döntő   | Döntő    |
| Versenyző         | Versenyszám     | Idő      | Hely.    | Össz.    | Idő         | Hely.       | Össz.       | Idő      | Hely.    | Össz.    | Idő     | Helyezés |
| ----------------- | --------------- | -------- | -------- | -------- | ----------- | ----------- | ----------- | -------- | -------- | -------- | ------- | -------- |
| Josip Alebić      | 400 m           | 47,03    | 3.       | 14.*     | 46,94       | 5.          | 21.*        | kiesett  | kiesett  | kiesett  | kiesett | kiesett  |
| Milovan Savić     | 800 m           | 1:47,73  | 4.       | 13.      |             |             |             | kiesett  | kiesett  | kiesett  | kiesett | kiesett  |
| Luciano Sušanj    | 800 m           | 1:47,82  | 2.       | 15.      |             |             |             | 1:47,03  | 3.       | 8.       | 1:45,75 | 6.       |
| Dušan Janićijević | 10 000 m        | 28:48,87 | 9.       | 25.      |             |             |             |          |          |          | kiesett | kiesett  |
| Vinko Galušić     | 20 km gyaloglás |          |          |          |             |             |             |          |          |          | 1:34:46 | 24.      |

| Versenyző     | Versenyszám | Selejtező | Selejtező | Döntő    | Döntő    |
| Versenyző     | Versenyszám | Eredmény  | Helyezés  | Eredmény | Helyezés |
| ------------- | ----------- | --------- | --------- | -------- | -------- |
| Danial Temim  | Magasugrás  | 210 cm    | 21.       | kiesett  | kiesett  |
| Nenad Stekić  | Távolugrás  | 782 cm    | 7.        | 789 cm   | 6.       |
| Janoš Hegediš | Hármasugrás | 16,03 m   | 17.       | kiesett  | kiesett  |
| Ivan Ivančić  | Súlylökés   | 18,88 m   | 16.       | kiesett  | kiesett  |

Női
| Versenyző       | Versenyszám | Előfutam | Előfutam | Előfutam | Negyeddöntő | Negyeddöntő | Negyeddöntő | Elődöntő | Elődöntő | Elődöntő | Döntő   | Döntő    |
| Versenyző       | Versenyszám | Idő      | Hely.    | Össz.    | Idő         | Hely.       | Össz.       | Idő      | Hely.    | Össz.    | Idő     | Helyezés |
| --------------- | ----------- | -------- | -------- | -------- | ----------- | ----------- | ----------- | -------- | -------- | -------- | ------- | -------- |
| Jelica Pavličić | 400 m       | 54,11    | 6.       | 33.      | kiesett     | kiesett     | kiesett     | kiesett  | kiesett  | kiesett  | kiesett | kiesett  |

| Versenyző         | Versenyszám | Selejtező | Selejtező | Döntő    | Döntő    |
| Versenyző         | Versenyszám | Eredmény  | Helyezés  | Eredmény | Helyezés |
| ----------------- | ----------- | --------- | --------- | -------- | -------- |
| Snežana Hrepevnik | Magasugrás  | 180 cm    | 4.***     | 184 cm   | 12.**    |
| Radojka Francoti  | Távolugrás  | 583 cm    | 26.       | kiesett  | kiesett  |

| Versenyző   | Versenyszám | 100 m gát | 100 m gát | Súlylökés | Súlylökés | Magasugrás | Magasugrás | Távolugrás | Távolugrás | 200 m | 200 m | Végeredmény | Végeredmény |
| Versenyző   | Versenyszám | Idő       | Pont      | Eredmény  | Pont      | Eredmény   | Pont       | Eredmény   | Pont       | Idő   | Pont  | Pont        | Helyezés    |
| ----------- | ----------- | --------- | --------- | --------- | --------- | ---------- | ---------- | ---------- | ---------- | ----- | ----- | ----------- | ----------- |
| Đurđa Fočić | Ötpróba     | 14,48     | 912       | 12,65 m   | 704       | 168 cm     | 830        | 628 cm     | 937        | 24,78 | 907   | 4290        | 11.         |

* - egy másik versenyzővel azonos időt ért el

** - két másik versenyzővel azonos eredményt ért el

*** - nyolc másik versenyzővel azonos eredményt ért el

## Birkózás
Kötöttfogású
| Versenyző      | Versenyszám | 1. forduló                                 | 2. forduló                   | 3. forduló                         | 4. forduló                      | 5. forduló                          | 6. forduló             | Döntő                                                                                           | Helyezés |
| Versenyző      | Versenyszám | Ellenfél Eredmény                          | Ellenfél Eredmény            | Ellenfél Eredmény                  | Ellenfél Eredmény               | Ellenfél Eredmény                   | Ellenfél Eredmény      | Ellenfél Eredmény                                                                               | Helyezés |
| -------------- | ----------- | ------------------------------------------ | ---------------------------- | ---------------------------------- | ------------------------------- | ----------------------------------- | ---------------------- | ----------------------------------------------------------------------------------------------- | -------- |
| Ivica Frgić    | 57 kg       | Per Lindholm (SWE) · 8-1                   | Doncsecz József (HUN) · 2-5  | erőnyerő                           | Kraszimir Sztefanov (BUL) · 7-3 | Szuga Josima (JPN) · 9-4            |                        | 1. mérkőzés · Farhat Musztafin (URS) · kizárták · 2. mérkőzés · Pertti Ukkola (FIN) · 4-5       |          |
| Momir Petković | 82 kg       | Houshang Montazeralzohour (IRI) · kizárták | Daniel Chandler (USA) · 14-5 | Vlagyimir Csebokszarov (URS) · 6-6 | Ion Enache (ROU) · 3-2          | Miroslav Janota (TCH) · 8-2         | Ivan Kolev (BUL) · 9-5 | Hozott eredmény · Vlagyimir Csebokszarov (URS) · 6-6 · Hozott eredmény · Ivan Kolev (BUL) · 9-5 |          |
| Darko Nišavić  | 90 kg       | Sztojan Nikolov (BUL) · 3-10               | Séllyei István (HUN) · 4-2   | James Johnson (USA) · kizárták     | Frank Andersson (SWE) · 3-2     | Czesław Kwieciński (POL) · kizárták |                        | kiesett                                                                                         | 4.       |

Szabadfogású
| Versenyző    | Versenyszám | 1. forduló                             | 2. forduló                            | 3. forduló                                 | 4. forduló                             | 5. forduló        | 6. forduló        | Döntő             | Helyezés    |
| Versenyző    | Versenyszám | Ellenfél Eredmény                      | Ellenfél Eredmény                     | Ellenfél Eredmény                          | Ellenfél Eredmény                      | Ellenfél Eredmény | Ellenfél Eredmény | Ellenfél Eredmény | Helyezés    |
| ------------ | ----------- | -------------------------------------- | ------------------------------------- | ------------------------------------------ | -------------------------------------- | ----------------- | ----------------- | ----------------- | ----------- |
| Risto Darlev | 57 kg       | Barry Oldridge (NZL) · 24-0            | Moises López (MEX) · kétvállas        | Jeórjiosz Hadziioanídisz (GRE) · kétvállas | Hans-Dieter Brüchert (GDR) · kétvállas | kiesett           | kiesett           | kiesett           | helyezetlen |
| Šaban Szejdi | 68 kg       | Pavel Pinyigin (URS) · 3-8             | Szugavara Jaszaburó (JPN) · kétvállas | kiesett                                    | kiesett                                | kiesett           | kiesett           | kiesett           | helyezetlen |
| Kiro Ristov  | 74 kg       | Ju Dzsegvon (Yu Jae-Gwon) (KOR) · 2-16 | Yakup Topuz (TUR) · 12-6              | Dan Karabin (TCH) · feladta (sérülés)      | Fred Hempel (GDR) · 12-16              | kiesett           |                   | kiesett           | 8.          |

## Cselgáncs
| Versenyző         | Versenyszám  | Csoport | Selejtező                     | 32-es főtábla              | Nyolcaddöntő               | Negyeddöntő               | Elődöntő                     | Vigaszág negyeddöntő | Vigaszág elődöntő     | Bronz- mérkőzés                | Döntő             | Helyezés |
| Versenyző         | Versenyszám  | Csoport | Ellenfél Eredmény             | Ellenfél Eredmény          | Ellenfél Eredmény          | Ellenfél Eredmény         | Ellenfél Eredmény            | Ellenfél Eredmény    | Ellenfél Eredmény     | Ellenfél Eredmény              | Ellenfél Eredmény | Helyezés |
| ----------------- | ------------ | ------- | ----------------------------- | -------------------------- | -------------------------- | ------------------------- | ---------------------------- | -------------------- | --------------------- | ------------------------------ | ----------------- | -------- |
| Ivan Vidmajer     | Könnyűsúly   | B       |                               | Warren Richards (AUS) · GY | Tuncsik József (HUN) · V   | kiesett                   | kiesett                      |                      |                       |                                |                   | 12.      |
| Slavko Obadov     | Középsúly    | A       |                               | Detlef Ultsch (GDR) · GY   | Adam Adamczyk (POL) · GY   | Brian Jacks (GBR) · GY    | Valerij Dvojnyikov (URS) · V |                      |                       | José Luis de Frutos (ESP) · GY |                   |          |
| Goran Žuvela      | Félnehézsúly | B       | Robert Van de Walle (BEL) · V | kiesett                    | kiesett                    | kiesett                   | kiesett                      |                      |                       |                                |                   | 30.      |
| Radomir Kovačević | Nehézsúly    | A       |                               | erőnyerő                   | José Chandri (PUR) · GY    | Szerhij Novikov (URS) · V |                              |                      | Endó Szumio (JPN) · V | kiesett                        |                   | 7.       |
| Radomir Kovačević | Nyílt        | A       |                               | Markku Airio (FIN) · GY    | Sota Csocsisvili (URS) · V | kiesett                   | kiesett                      |                      |                       |                                |                   | 11.      |

## Evezés
Férfi
| Versenyző                                             | Versenyszám              | Előfutam | Előfutam | Vigaszág | Vigaszág | Elődöntő | Elődöntő | Döntő | Döntő   | Döntő | Helyezés |
| Versenyző                                             | Versenyszám              | Idő      | Hely.    | Idő      | Hely.    | Idő      | Hely.    | Típus | Idő     | Hely. | Helyezés |
| ----------------------------------------------------- | ------------------------ | -------- | -------- | -------- | -------- | -------- | -------- | ----- | ------- | ----- | -------- |
| Zoran Pančić Darko Majstorović                        | Kétpárevezős             | 6:49,68  | 3.       | erőnyerő | erőnyerő | 6:39,91  | 6.       | B     | 7:21,69 | 3.    | 9.       |
| Zlatko Celent Duško Mrduljaš                          | Kormányos nélküli kettes | 6:56,06  | 1.       | erőnyerő | erőnyerő | 6:34,18  | 2.       | A     | 7:34,17 | 4.    | 4.       |
| Stanko Miloš Milan Butorac Siniša Rutešić (kormányos) | Kormányos kettes         | 7:40,70  | 3.       | erőnyerő | erőnyerő | 7:17,02  | 5.       | B     | 8:16,22 | 6.    | 12.      |

## Íjászat
| Versenyző        | Versenyszám  | 1. forduló | 1. forduló | 2. forduló | 2. forduló | Összesítés | Összesítés |
| Versenyző        | Versenyszám  | Pont       | Hely.      | Pont       | Hely.      | Pont       | Helyezés   |
| ---------------- | ------------ | ---------- | ---------- | ---------- | ---------- | ---------- | ---------- |
| Bojan Postružnik | Férfi egyéni | 1190       | 14.        | 1231       | 10.        | 2421       | 9.         |

## Kajak-kenu
Férfi
| Versenyző     | Versenyszám       | Előfutam | Előfutam | Előfutam | Vigaszág | Vigaszág | Vigaszág | Elődöntő | Elődöntő | Elődöntő | Döntő   | Döntő    |
| Versenyző     | Versenyszám       | Idő      | Hely.    | Össz.    | Idő      | Hely.    | Össz.    | Idő      | Hely.    | Össz.    | Idő     | Helyezés |
| ------------- | ----------------- | -------- | -------- | -------- | -------- | -------- | -------- | -------- | -------- | -------- | ------- | -------- |
| Matija Ljubek | Kenu egyes 500 m  | 2:10,16  | 1.       | 2.       | erőnyerő | erőnyerő | erőnyerő | 2:07,99  | 2.       | 4.       | 1:59,60 |          |
| Matija Ljubek | Kenu egyes 1000 m | 4:15,14  | 3.       | 3.       | erőnyerő | erőnyerő | erőnyerő | 4:19,99  | 2.       | 8.       | 4:09,51 |          |

## Kerékpározás

### Pálya-kerékpározás
Sprintverseny
| Versenyző   | Versenyszám  | 1. forduló                        | 1. forduló | Vigaszág                                            | Vigaszág | Nyolcaddöntő           | Nyolcaddöntő | Vigaszág selejtező     | Vigaszág selejtező | Vigaszág döntő       | Vigaszág döntő | Negyeddöntő          | 5–8. helyért           | 5–8. helyért | Elődöntő             | Döntő                | Helyezés    |
| Versenyző   | Versenyszám  | Ellenfél Győztes idő              | Hely.      | Ellenfelek Győztes idő                              | Hely.    | Ellenfelek Győztes idő | Hely.        | Ellenfelek Győztes idő | Hely.              | Ellenfél Győztes idő | Hely.          | Ellenfél Győztes idő | Ellenfelek Győztes idő | Hely.        | Ellenfél Győztes idő | Ellenfél Győztes idő | Helyezés    |
| ----------- | ------------ | --------------------------------- | ---------- | --------------------------------------------------- | -------- | ---------------------- | ------------ | ---------------------- | ------------------ | -------------------- | -------------- | -------------------- | ---------------------- | ------------ | -------------------- | -------------------- | ----------- |
| Vlado Fumić | Férfi egyéni | Hans-Jürgen Geschke (GDR) · 11,55 | 2.         | Klaas Pieters (NED) · Patrick Spencer (ANT) · 11,71 | 2.       | kiesett                | kiesett      | kiesett                | kiesett            | kiesett              | kiesett        | kiesett              | kiesett                | kiesett      | kiesett              | kiesett              | helyezetlen |

Időfutam
| Versenyző   | Versenyszám  | Idő      | Helyezés |
| ----------- | ------------ | -------- | -------- |
| Vlado Fumić | Férfi egyéni | 1:13,037 | 24.      |

Üldözőversenyek
| Versenyző    | Versenyszám  | Selejtező | Selejtező | Nyolcaddöntő | Nyolcaddöntő | Nyolcaddöntő | Negyeddöntő  | Negyeddöntő | Negyeddöntő | Elődöntő     | Elődöntő  | Elődöntő | Döntő        | Döntő     | Helyezés |
| Versenyző    | Versenyszám  | Idő       | Hely.     | Ellenfél Idő | Saját idő    | Hely.        | Ellenfél Idő | Saját idő   | Hely.       | Ellenfél Idő | Saját idő | Hely.    | Ellenfél Idő | Saját idő | Helyezés |
| ------------ | ------------ | --------- | --------- | ------------ | ------------ | ------------ | ------------ | ----------- | ----------- | ------------ | --------- | -------- | ------------ | --------- | -------- |
| Bojan Ropret | Férfi egyéni | 5:06,32   | 22.       | kiesett      | kiesett      | kiesett      | kiesett      | kiesett     | kiesett     | kiesett      | kiesett   | kiesett  | kiesett      | kiesett   | 22.      |

## Kézilabda

### Férfi
| Jugoszláv férfi kézilabdacsapat-játékoskeret                                                                            | Jugoszláv férfi kézilabdacsapat-játékoskeret                                                                                         |
| --- | --- |
| - Abaz Arslanagić - Vlado Bojovič - Hrvoje Horvat - Milorad Karalić - Radivoj Krivokapić - Zdravko Miljak - Željko Nimš | - Radislav Pavićević - Branislav Pokrajac - Nebojša Popović - Zdravko Rađenović - Zvonimir Serdarušić - Predrag Timko - Zdenko Zorko |

#### Eredmények
Csoportkör
A csoport
| Csapat            | M | Gy | D | V | G+  | G–  | Gk  | P |
| ----------------- | - | -- | - | - | --- | --- | --- | - |
| Szovjetunió (URS) | 5 | 4  | 0 | 1 | 111 | 77  | +34 | 8 |
| NSZK (FRG)        | 5 | 4  | 0 | 1 | 97  | 76  | +21 | 8 |
| Jugoszlávia (YUG) | 5 | 4  | 0 | 1 | 110 | 93  | +17 | 8 |
| Dánia (DEN)       | 5 | 2  | 0 | 3 | 92  | 102 | –10 | 4 |
| Japán (JPN)       | 5 | 1  | 0 | 4 | 96  | 111 | –15 | 2 |
| Kanada (CAN)      | 5 | 0  | 0 | 5 | 75  | 122 | –47 | 0 |

| 1976. július 18. | Jugoszlávia (YUG) | 22 – 18 | Kanada (CAN) | Québec |
| 1976. július 18. | három játékos 5   | (15–12) | De Roussan 6 | Québec |
| 1976. július 18. |                   |         |              | Québec |

| 1976. július 20. | Jugoszlávia (YUG) | 25 – 17 | Dánia (DEN) | Québec |
| 1976. július 20. | Miljak 8          | (13–5)  | Larsen 9    | Québec |
| 1976. július 20. |                   |         |             | Québec |

| 1976. július 22. | Jugoszlávia (YUG) | 20 – 18 | Szovjetunió (URS) | Montréal |
| 1976. július 22. | Krivokapić 8      | (11–8)  | Gasszij 5         | Montréal |
| 1976. július 22. |                   |         |                   | Montréal |

| 1976. július 24. | Jugoszlávia (YUG) | 26 – 22 | Japán (JPN)        | Sherbrooke |
| 1976. július 24. | Miljak 12         | (13–12) | Fudzsinaka, Gamó 6 | Sherbrooke |
| 1976. július 24. |                   |         |                    | Sherbrooke |

| 1976. július 26. | NSZK (FRG)         | 18 – 17 | Jugoszlávia (YUG) | Montréal |
| 1976. július 26. | Klühspies, Ehret 4 | (8–7)   | Pavićević 10      | Montréal |
| 1976. július 26. |                    |         |                   | Montréal |

Az 5. helyért
| 1976. július 27. | Jugoszlávia (YUG) | 21 – 19 | Magyarország (HUN) | Montréal |
| 1976. július 27. | Serdarušić 7      | (11–9)  | Vass 6             | Montréal |
| 1976. július 27. |                   |         |                    | Montréal |

| Csapat            | Helyezés |
| ----------------- | -------- |
| Jugoszlávia (YUG) | 5.       |

## Kosárlabda

### Férfi
| Jugoszláv férfi kosárlabdacsapat-játékoskeret                                                                 | Jugoszláv férfi kosárlabdacsapat-játékoskeret                                                 |
| --- | --------------------------------------------------------------------------------------------- |
| - Krešimir Ćosić - Dražen Dalipagić - Mirza Delibašić - Blagoja Georgijevszki - Vinko Jelovac - Željko Jerkov | - Dragan Kićanović - Andro Knego - Zoran Slavnić - Damir Šolman - Žarko Varajić - Rajko Žižić |

#### Eredmények
Csoportkör
B csoport
| Csapat                 | M | Gy | V | P+  | P–  | Pk  | P  |
| ---------------------- | - | -- | - | --- | --- | --- | -- |
| Egyesült Államok (USA) | 5 | 5  | 0 | 394 | 349 | +45 | 10 |
| Jugoszlávia (YUG)      | 5 | 4  | 1 | 364 | 343 | +21 | 9  |
| Olaszország (ITA)      | 5 | 3  | 2 | 347 | 344 | +3  | 8  |
| Csehszlovákia (TCH)    | 5 | 2  | 3 | 418 | 406 | +12 | 7  |
| Puerto Rico (PUR)      | 5 | 1  | 4 | 321 | 363 | –42 | 6  |
| Egyiptom (EGY)         | 1 | 0  | 1 | 64  | 103 | –39 | 1  |

| 1976. július 18. | Jugoszlávia (YUG) | 84 – 63 | Puerto Rico (PUR) |  |
| 1976. július 18. | (38–29)           |         |                   |  |

| 1976. július 20. | Jugoszlávia (YUG) | 99 – 81 | Csehszlovákia (TCH) |  |
| 1976. július 20. | (51–43)           |         |                     |  |

| 1976. július 21. | Jugoszlávia (YUG) | 93 – 112 | Egyesült Államok (USA) |  |
| 1976. július 21. | (55–51)           |          |                        |  |

| 1976. július 22. | Jugoszlávia (YUG) | 88 – 87 | Olaszország (ITA) |  |
| 1976. július 22. | (41–57)           |         |                   |  |

|  | Jugoszlávia (YUG) | Egyiptom visszalépett | Egyiptom (EGY) |  |
|  |                   |                       |                |  |

Elődöntő
| 1976. július 26. | Szovjetunió (URS) | 84 – 89 | Jugoszlávia (YUG) |  |
| 1976. július 26. | (42–42)           |         |                   |  |

Döntő
| 1976. július 28. | Jugoszlávia (YUG) | 74 – 95 | Egyesült Államok (USA) |  |
| 1976. július 28. | (38–50)           |         |                        |  |

| Csapat            | Helyezés |
| ----------------- | -------- |
| Jugoszlávia (YUG) |          |

## Ökölvívás
| Versenyző         | Versenyszám   | Selejtező                 | 32-es főtábla                              | Nyolcaddöntő                   | Negyeddöntő                      | Elődöntő                   | Döntő                     | Helyezés |
| Versenyző         | Versenyszám   | Ellenfél Eredmény         | Ellenfél Eredmény                          | Ellenfél Eredmény              | Ellenfél Eredmény                | Ellenfél Eredmény          | Ellenfél Eredmény         | Helyezés |
| ----------------- | ------------- | ------------------------- | ------------------------------------------ | ------------------------------ | -------------------------------- | -------------------------- | ------------------------- | -------- |
| Fazlija Šaćirović | Légsúly       | erőnyerő                  | Julio Guzman (PUR) · 5-0                   | Leszek Błażyński (POL) · 2-3   | kiesett                          | kiesett                    | kiesett                   | 9.       |
| Bratislav Ristić  | Pehelysúly    | erőnyerő                  | Mohamed Younes Naguib (EGY) · visszalépett | Gustavo de la Cruz (DOM) · 4-1 | Leszek Kosedowski (POL) · 0-5    | kiesett                    | kiesett                   | 5.       |
| Ace Ruszevszki    | Könnyűsúly    | Gerard Hamill (IRL) · 4-1 | Roberto Andino (PUR) · RSC                 | Reinaldo Valiente (CUB) · 5-0  | Yves Jeudy (HAI) · RSC           | Howard Davis (USA) · 0-5   | kiesett                   |          |
| Marijan Beneš     | Váltósúly     | erőnyerő                  | Pedro José Gamarro (VEN) · 0-5             | kiesett                        | kiesett                          | kiesett                    | kiesett                   | 17.      |
| Tadija Kačar      | Nagyváltósúly |                           | Poul Frandsen (DEN) · 5-0                  | Mohamed Azar Hazin (IRI) · 5-0 | Vasile Didea (ROU) · 5-0         | Rolando Garbey (CUB) · 4-1 | Jerzy Rybicki (POL) · 0-5 |          |
| Dragomir Vujković | Középsúly     |                           | Carlos Betancourt (PUR) · 5-0              | David Odwell (GBR) · 5-0       | Luis Felipe Martínez (CUB) · 0-5 | kiesett                    | kiesett                   | 5.       |
| Milosav Popović   | Félnehézsúly  |                           | Janusz Gortat (POL) · 2-3                  | kiesett                        | kiesett                          | kiesett                    | kiesett                   | 14.      |

## Sportlövészet
Nyílt
| Versenyző           | Versenyszám           | Pont | Helyezés |
| ------------------- | --------------------- | ---- | -------- |
| Franc Peternel      | Gyorstüzelő pisztoly  | 587  | 15.      |
| Desanka Pešut       | Sportpuska, fekvő     | 592  | 8.       |
| Miroslav Šipek      | Sportpuska, fekvő     | 588  | 31.      |
| Zdravko Milutinović | Sportpuska, összetett | 1152 | 7.       |
| Srećko Pejović      | Sportpuska, összetett | 1156 | 4.       |

## Úszás
Férfi
| Versenyző      | Versenyszám  | Előfutam | Előfutam | Előfutam | Elődöntő | Elődöntő | Elődöntő | Döntő   | Döntő    |
| Versenyző      | Versenyszám  | Idő      | Hely.    | Össz.    | Idő      | Hely.    | Össz.    | Idő     | Helyezés |
| -------------- | ------------ | -------- | -------- | -------- | -------- | -------- | -------- | ------- | -------- |
| Borut Petrič   | 400 m gyors  | 4:07,54  | 5.       | 32.      |          |          |          | kiesett | kiesett  |
| Borut Petrič   | 1500 m gyors | 16:03,92 | 4.       | 20.      |          |          |          | kiesett | kiesett  |
| Nenad Miloš    | 100 m hát    | 1:00,70  | 5.       | 24.      | kiesett  | kiesett  | kiesett  | kiesett | kiesett  |
| Nenad Miloš    | 200 m hát    | 2:11,25  | 6.       | 26.*     |          |          |          | kiesett | kiesett  |
| Predrag Miloš  | 200 m hát    | 2:12,21  | 5.       | 28.      |          |          |          | kiesett | kiesett  |
| Predrag Miloš  | 100 m hát    | 1:01,05  | 5.       | 29.*     | kiesett  | kiesett  | kiesett  | kiesett | kiesett  |
| Zdravko Divjak | 100 m mell   | 1:08,31  | 6.       | 25.      | kiesett  | kiesett  | kiesett  | kiesett | kiesett  |
| Zdravko Divjak | 200 m mell   | 2:34,07  | 7.       | 24.      |          |          |          | kiesett | kiesett  |

* - egy másik versenyzővel azonos időt ért el

## Vitorlázás
Nyílt
| Versenyző     | Versenyszám | Futam | Futam | Futam | Futam | Futam  | Futam | Futam | Pontszám | Helyezés |
| Versenyző     | Versenyszám | 1     | 2     | 3     | 4     | 5      | 6     | 7     | Pontszám | Helyezés |
| ------------- | ----------- | ----- | ----- | ----- | ----- | ------ | ----- | ----- | -------- | -------- |
| Minski Fabris | Finn dingi  | 14,0  | 15,0  | 19,0  | 22,0  | (37,0) | 15,0  | 18,0  | 103,0    | 13.      |

## Vízilabda
| Jugoszláv férfi vízilabdacsapat-játékoskeret                                                      | Jugoszláv férfi vízilabdacsapat-játékoskeret                                        |
| ------------------------------------------------------------------------------------------------- | ----------------------------------------------------------------------------------- |
| - Dušan Antunović - Siniša Belamarić - Ozren Bonačić - Dejan Dabović - Zoran Kačić - Boško Lozica | - Predrag Manojlović - Miloš Marković - Uroš Marović - Damir Polić - Ðuro Savinović |

### Eredmények
Csoportkör
A csoport
| Csapat            | M | Gy | D | V | G+ | G– | Gk  | P |
| ----------------- | - | -- | - | - | -- | -- | --- | - |
| Olaszország (ITA) | 3 | 2  | 1 | 0 | 26 | 13 | +13 | 5 |
| Jugoszlávia (YUG) | 3 | 1  | 2 | 0 | 25 | 10 | +15 | 4 |
| Kuba (CUB)        | 3 | 1  | 1 | 1 | 22 | 15 | +7  | 3 |
| Irán (IRI)        | 3 | 0  | 0 | 3 | 4  | 39 | –35 | 0 |

| 1976. július 18. | Jugoszlávia (YUG)    | 4 – 4 | Kuba (CUB)           |  |
| 1976. július 18. | (1–0, 0–2, 2–1, 1–1) |       |                      |  |
| 1976. július 18. | négy játékos 1       |       | Rizo, G. Rodríguez 2 |  |

| 1976. július 19. | Jugoszlávia (YUG)    | 15 – 0 | Irán (IRI) |  |
| 1976. július 19. | (3–0, 4–0, 4–0, 4–0) |        |            |  |
| 1976. július 19. | Belamarić 6          |        |            |  |

| 1976. július 20. | Jugoszlávia (YUG)    | 6 – 6 | Olaszország (ITA) |  |
| 1976. július 20. | (2–0, 2–3, 2–2, 0–1) |       |                   |  |
| 1976. július 20. | Belamarić 3          |       | Ghibellini 2      |  |

Döntő csoportkör
| 1976. július 22. | Románia (ROU)        | 5 – 5 | Jugoszlávia (YUG)    |  |
| 1976. július 22. | (1–1, 1–2, 2–1, 1–1) |       |                      |  |
| 1976. július 22. | I. Slăvei 3          |       | Marović, Savinović 2 |  |

| 1976. július 23. | Olaszország (ITA)     | 5 – 4 | Jugoszlávia (YUG) |  |
| 1976. július 23. | (1–1, 1–2, 1–0, 2–1)  |       |                   |  |
| 1976. július 23. | Marsili, Ghibellini 2 |       | négy játékos 1    |  |

| 1976. július 24. | NSZK (FRG)           | 4 – 4 | Jugoszlávia (YUG) |  |
| 1976. július 24. | (1–1, 1–1, 0–1, 2–1) |       |                   |  |
| 1976. július 24. | Stiefel 2            |       | Bonačić 3         |  |

| 1976. július 26. | Hollandia (NED)           | 5 – 3 | Jugoszlávia (YUG) |  |
| 1976. július 26. | (1–1, 1–1, 2–0, 1–1)      |       |                   |  |
| 1976. július 26. | Landeweerd, van Zeeland 2 |       | Savinović 2       |  |

| 1976. július 27. | Jugoszlávia (YUG)    | 5 – 5 | Magyarország (HUN) |  |
| 1976. július 27. | (0–1, 1–0, 2–2, 2–2) |       |                    |  |
| 1976. július 27. | Marović 3            |       | Faragó 3           |  |

| Csapat             | M | Gy | D | V | G+ | G– | Gk | P |
| ------------------ | - | -- | - | - | -- | -- | -- | - |
| Magyarország (HUN) | 5 | 4  | 1 | 0 | 30 | 24 | +6 | 9 |
| Olaszország (ITA)  | 5 | 2  | 2 | 1 | 21 | 20 | +1 | 6 |
| Hollandia (NED)    | 5 | 2  | 2 | 1 | 18 | 17 | +1 | 6 |
| Románia (ROU)      | 5 | 1  | 3 | 1 | 26 | 25 | +1 | 5 |
| Jugoszlávia (YUG)  | 5 | 0  | 3 | 2 | 21 | 24 | –3 | 3 |
| NSZK (FRG)         | 5 | 0  | 1 | 4 | 15 | 21 | –6 | 1 |

| Csapat            | Helyezés |
| ----------------- | -------- |
| Jugoszlávia (YUG) | 5.       |